# عزلة السارة (إب)

تعديل مصدري - تعديل

عزلة السارة هي إحدى عزل مديرية العدين في محافظة إب اليمنية ويبلغ تعداد سكانها 18808 نسمة حسب التعداد السكاني في اليمن لعام 2004. حيث تنقسم إلى عدة مماسي اشهره
الكراب 
الكريف 
الرئاس 
ذي عتام 
ذي حصة
الجازعة 
وادي شبز
الإيوان 

## روابط خارجية
- الجهاز المركزي للإحصاء بالجمهورية اليمنية
- المركز الوطني للمعلومات باليمن
- الدليل الشامل